# Livre de Néhémie
Le Livre de Néhémie est un livre de la Bible hébraïque et de l'Ancien Testament. Il est appelé ainsi dans les canons hébraïque et protestant et correspond à II Esdras dans le canon catholique.
Dans les textes massorétiques, il fait partie du Livre d'Esdras jusqu'en 1448.
Le livre couvre une période de douze ans (-445/-433).
Le livre de Néhémie raconte les progrès et les difficultés de l'œuvre à Jérusalem après le retour des Juifs de la captivité babylonienne.

## Résumé
Les chapitres 1 à 7 parlent de la première visite de Néhémie à Jérusalem et de la reconstruction des murailles de la ville face à une forte opposition. Les chapitres 8 à 10 décrivent les réformes religieuses et sociales que Néhémie essaya de mettre en vigueur. Les chapitres 11 à 13 donnent la liste de ceux qui étaient dignes et rapportent la consécration de la muraille. Les versets 4 à 31 du chapitre 13 racontent la seconde visite de Néhémie à Jérusalem après une absence de douze ans.